# Girija Prasad Koirala
Girija Prasad Koirala (Tadi (Saharsha, Bihar, India), 20 februari 1925 - Kathmandu, 20 maart 2010) was een Nepalees politicus. Hij was lid van de Nepalese Congrespartij.
Koirala was viermaal premier van Nepal: van 1991 tot 1994, van 1998 tot 1999, van 2000 tot 2001 en van 2006 tot 2008. Tijdens zijn laatste premierschap was er sprake van grote veranderingen in het land; zo werd het land een republiek na het afschaffen van de monarchie, en kwam er een einde aan de Nepalese Burgeroorlog. Op 18 augustus 2008 werd de voormalige rebellenleider Prachanda door het parlement gekozen als zijn opvolger.
In 2007, nadat de monarchie werd afgeschaft, werd Koirala het voorlopige staatshoofd van Nepal.